# Aplysina minuta
Aplysina minuta är en svampdjursart som beskrevs av Lendenfeld 1889. Aplysina minuta ingår i släktet Aplysina och familjen Aplysinidae. Inga underarter finns listade i Catalogue of Life.